# Buttwil
Buttwil (schweizerdeutsch: Buttel, ˈbʊtːəl) ist eine Einwohnergemeinde im Schweizer Kanton Aargau. Sie gehört zum Bezirk Muri und liegt am westlichen Rand des Bünztals.

## Geographie
Das Dorf liegt auf einer Terrasse am östlichen Abhang des Lindenbergs, zwei Kilometer westlich (und rund 180 Höhenmeter oberhalb) des Bezirkshauptorts Muri. Etwa einen halben Kilometer südwestlich des Dorfes erstreckt sich eine weitere Terrasse mit dem Weiler Galitzi (724 m ü. M.). Der Hang fällt ansonsten gleichmässig ab und wird von mehreren kleinen Bächen entwässert, die weiter östlich in den Sörikerbach und schliesslich in die Bünz münden. Entlang der westlichen und nördlichen Gemeindegrenze fliesst in einem tief eingeschnittenen Tobel der Wissenbach.
Die Fläche des Gemeindegebiets beträgt 457 Hektaren, davon sind 112 Hektaren bewaldet und 60 Hektaren überbaut. Der höchste Punkt befindet sich auf 813 m ü. M. auf dem Kamm des Lindenbergs, der tiefste auf 570 m ü. M. an der östlichen Gemeindegrenze. Nachbargemeinden sind Boswil im Norden, Muri im Osten, Geltwil im Südosten, Hitzkirch im Südwesten, Schongau im Westen und Bettwil im Nordwesten.

## Geschichte

Luftbild des Flugplatzes (1970)

Das Dorf wurde erstmals 1160 in den Acta Murensia als Butwile urkundlich erwähnt. Der Ortsname stammt vom althochdeutschen Putinwilari und bedeutet «Hofsiedlung des Puto». Das Kloster Muri besass hier seit seiner Gründung im Jahr 1027 umfangreichen Grundbesitz sowie die niedere Gerichtsbarkeit. Landesherren und Inhaber der hohen Gerichtsbarkeit waren die Habsburger.
Im Jahr 1415 eroberten die Eidgenossen den Aargau. Buttwil war nun ein Teil des Amtes Muri in den Freien Ämtern, einer Gemeinen Herrschaft. Im März 1798 nahmen die Franzosen die Schweiz ein und riefen die Helvetische Republik aus. Buttwil wurde zusammen mit Wissenbach eine eigene Munizipalität und Agentschaft im Distrikt Muri des kurzlebigen Kantons Baden. Seit 1803 gehört Buttwil zum Kanton Aargau, bildete aber bis 1816 zusammen mit Muri, Aristau und Geltwil eine Kreisgemeinde.
Viele Jahrhunderte lang war Buttwil ein bescheidenes, von der Landwirtschaft geprägtes Dorf. In der zweiten Hälfte des 19. Jahrhunderts nahm die Bevölkerungszahl um über ein Drittel ab, da viele verarmte Dorfbewohner auswanderten. Nach einer langen Stagnationsphase setzte Mitte der 1970er Jahre eine rege Bautätigkeit ein. Innerhalb von dreissig Jahren verdreifachte sich die Bevölkerungszahl. Buttwil entwickelte sich von einer Bauern- zu einer Wohngemeinde. Weiteres Wachstum ist nicht zu erwarten, da die Gemeinde über keine nennenswerten Baulandreserven mehr verfügt.

## Sehenswürdigkeiten

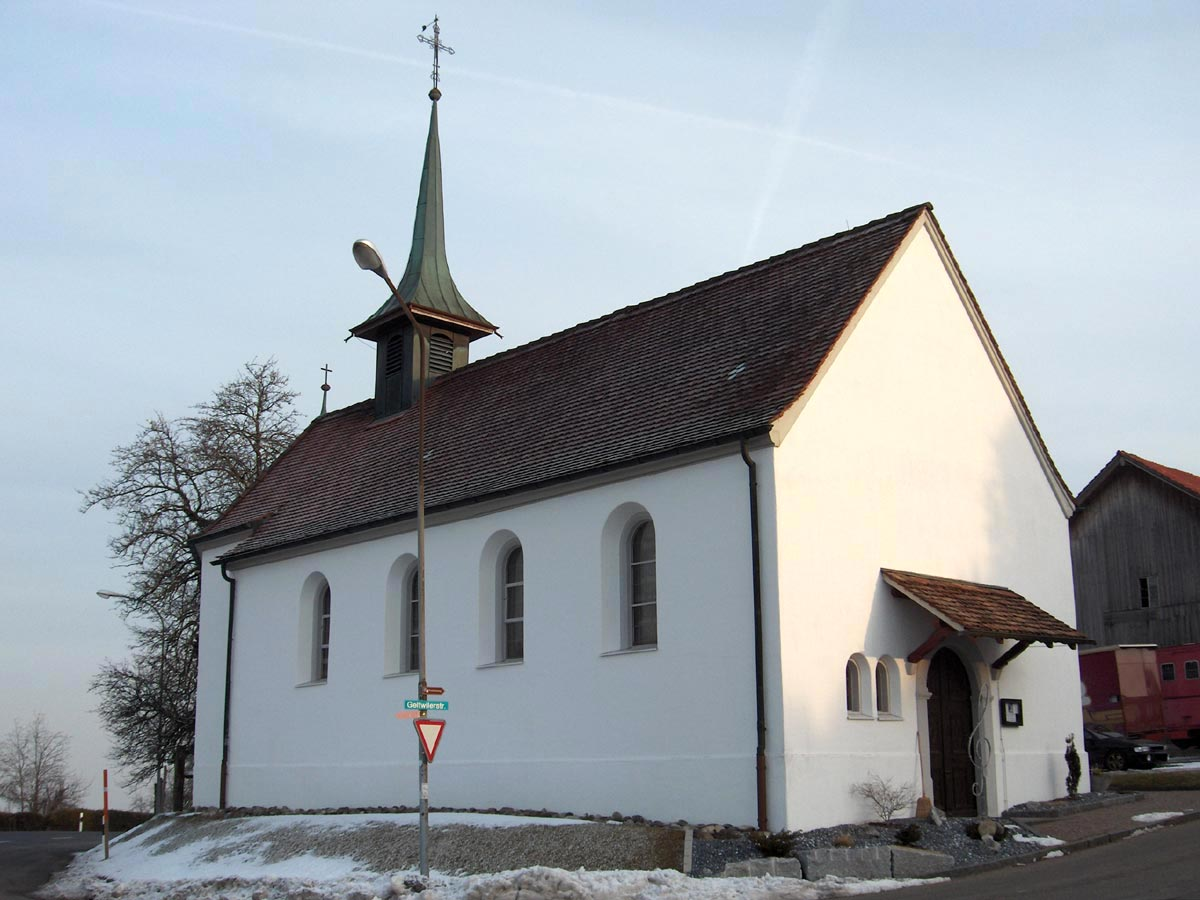
Jakobskapelle

Ein eingewanderter Geiger stiftete 500 Gulden für den Bau der Jakobskapelle. Sie wurde 1666 von Handwerkern aus der Region gebaut und 1669 geweiht. 1949/50 verlängerte man die Kapelle um zwei Fensterachsen.

## Wappen
Die Blasonierung des Gemeindewappens lautet: «In Rot weisse Jakobsmuschel mit durchbohrten Flügeln.» Die Jakobsmuschel ist ein Hinweis auf die zahlreichen Pilgerwege nach Santiago de Compostela, von denen einer über Buttwil führte. Daran erinnert auch der Name des Weilers Galitzi (für Galicien). Bis 1957 hatte die Gemeinde als Wappenmotiv die Martersäule Christi verwendet, die historisch jedoch für die gesamten Freien Ämter steht.

## Bevölkerung
Die Einwohnerzahlen entwickelten sich wie folgt:
| Jahr      | 1850 | 1900 | 1930 | 1950 | 1960 | 1970 | 1980 | 1990 | 2000 | 2010 | 2020 |
| Einwohner | 551  | 395  | 375  | 342  | 361  | 344  | 593  | 877  | 1105 | 1161 | 1234 |

Am 31. Dezember 2023 lebten 1276 Menschen in Buttwil, der Ausländeranteil betrug 12,4 %. Bei der Volkszählung 2015 bezeichneten sich 50,4 % als römisch-katholisch und 23,6 % als reformiert; 26,0 % waren konfessionslos oder gehörten anderen Glaubensrichtungen an. 95,6 % gaben bei der Volkszählung 2000 Deutsch als ihre Hauptsprache an, je 0,7 % Französisch und Albanisch sowie 0,6 % Italienisch.

## Politik und Recht
Die Versammlung der Stimmberechtigten, die Gemeindeversammlung, übt die Legislativgewalt aus. Ausführende Behörde ist der fünfköpfige Gemeinderat. Er wird im Majorzverfahren vom Volk gewählt, seine Amtsdauer beträgt vier Jahre. Der Gemeinderat führt und repräsentiert die Gemeinde. Dazu vollzieht er die Beschlüsse der Gemeindeversammlung und die Aufgaben, die ihm vom Kanton zugeteilt wurden. Für Rechtsstreitigkeiten ist in erster Instanz das Bezirksgericht Muri zuständig. Buttwil gehört zum Friedensrichterkreis XIII (Muri).

## Wirtschaft
In Buttwil gibt es gemäss der im Jahr 2015 erhobenen Statistik der Unternehmensstruktur (STATENT) rund 260 Arbeitsplätze, davon 13 % in der Landwirtschaft, 16 % in der Industrie und 71 % im Dienstleistungssektor. Die meisten Erwerbstätigen sind Wegpendler und arbeiten mehrheitlich in Muri oder Boswil.

## Verkehr

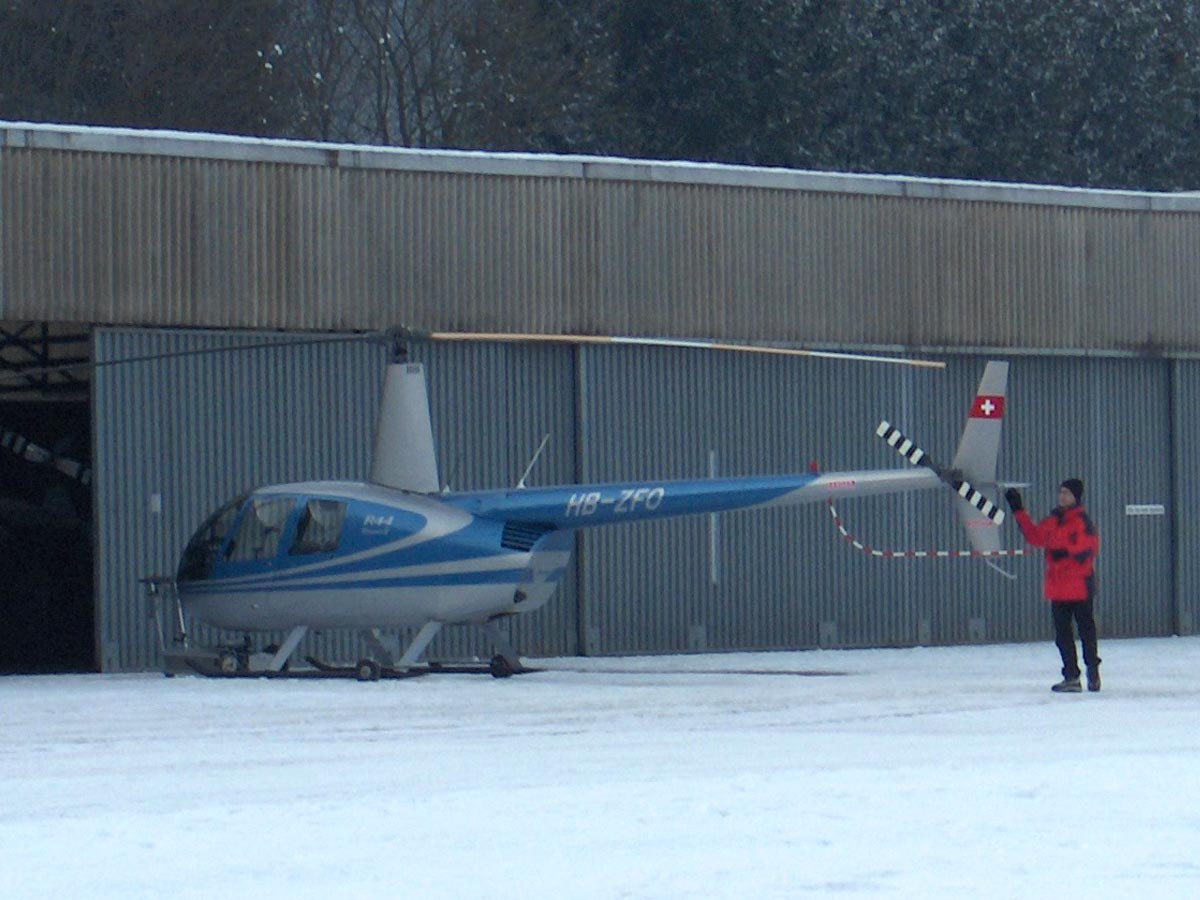
Hangar des Flugplatzes Buttwil

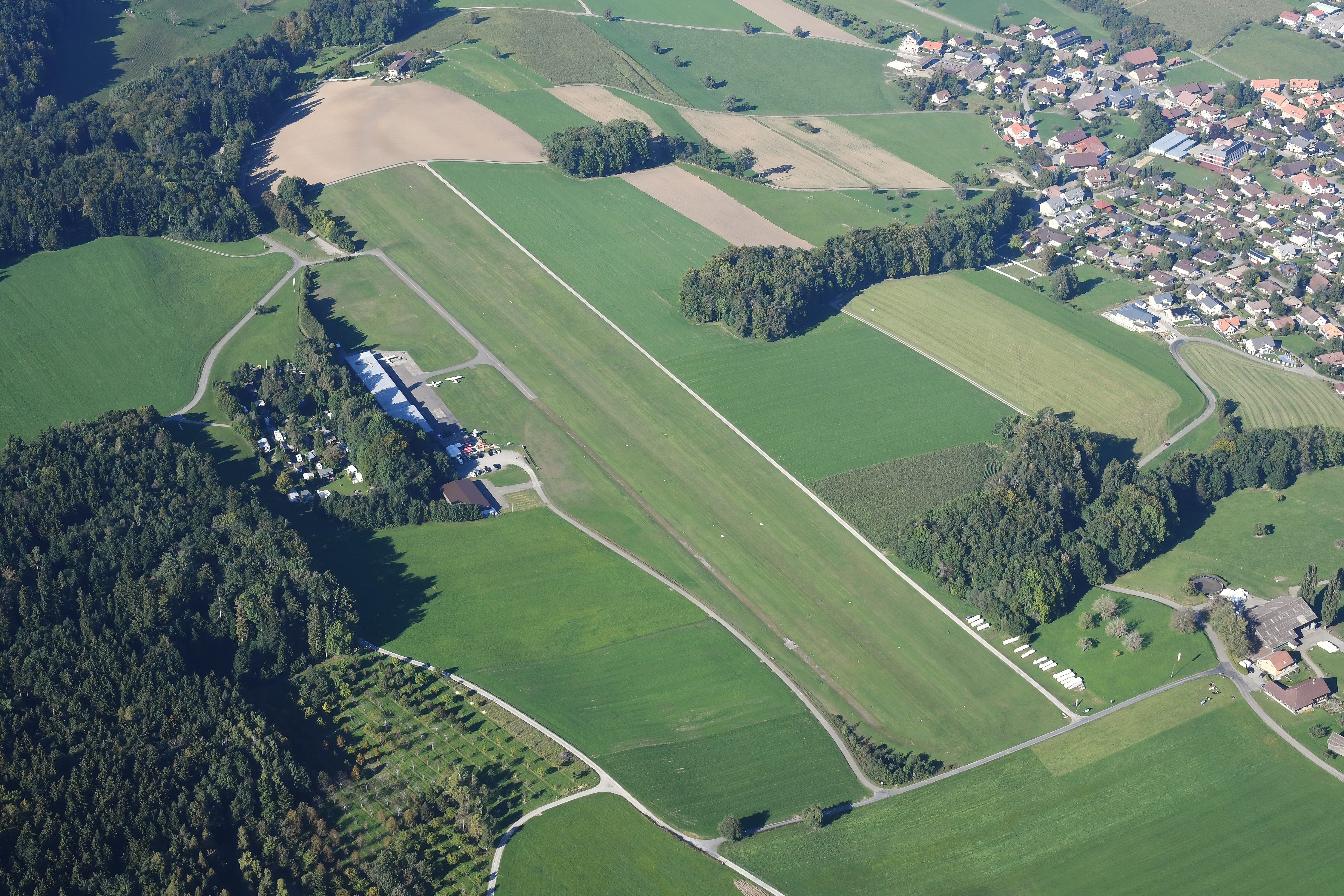
Luftaufnahme des Flugplatzes

Buttwil liegt an der wenig befahrenen Strasse zwischen Muri und Fahrwangen, die über den Lindenberg führt. Eine Postautolinie verbindet das Dorf mit dem SBB-Bahnhof Muri an der Strecke Rupperswil–Immensee und mit Geltwil. Diese Linie ist besonders für den Schülerverkehr wichtig. Auf der Galitzi-Terrasse am Lindenberg befindet sich der kleine Flugplatz Buttwil (ICAO-Kennung LSZU, 728 m ü. M.) mit einer 675 m langen Piste, auf dem mehrere Aviatik-Ausbildungsunternehmen, Motor- und Segelflugvereine sowie ein Restaurant beheimatet sind.

## Bildung
Die Gemeinde verfügt über einen Kindergarten und eine Primarschule. Sämtliche Oberstufen der obligatorischen Volksschule (Realschule, Sekundarschule, Bezirksschule) können in Muri besucht werden. Das nächstgelegene Gymnasium ist die Kantonsschule Wohlen.

## Persönlichkeiten
- Burkhard Huwiler (1868–1954), römisch-katholischer Ordensgeistlicher, Apostolischer Vikar von Bukoba
- Caspar Melliger (1868–1924), Politiker
- Willi Melliger (1953–2018), Springreiter